# Egelopvang Zoetermeer
De Stichting Egelopvang Zoetermeer e.o. is een kleine dierenbeschermingsorganisatie die zich primair richt op het lot van de egel. De organisatie is in 1994 opgericht en werkt met ongeveer 50 vrijwilligers.
De stichting heeft de volgende concrete doelen geformuleerd:
- gewonde egels, met name uit de regio Zoetermeer opvangen, verzorgen en weer vrijlaten in de vrije natuur,
- het geven van voorlichting over egels,
- bijdragen aan het ontwikkelen en in stand houden van optimale milieu-omstandigheden voor egels.

De stichting geeft aan particulieren voorlichting over de levenswijze van de egel en over optimale inrichting van tuinen. Daarnaast beheert de stichting een eigen asiel en een eigen medisch team.
Samenwerking is er met de Dierenbescherming en natuur- en milieueducatieorganisaties.